# Орловская культура
Орло́вская культура — археологическая культура неолита конца 7-го — 6-го тысячелетия до н. э., распространённая в степной зоне Нижнего Поволжья. Имеет сходные черты с ракушечноярской культурой Нижнего Подонья и родственна джангарской и позднемезолитической сероглазовской культурам, распространённым в пустынных и полупустынных районах Прикаспия.

## История исследования

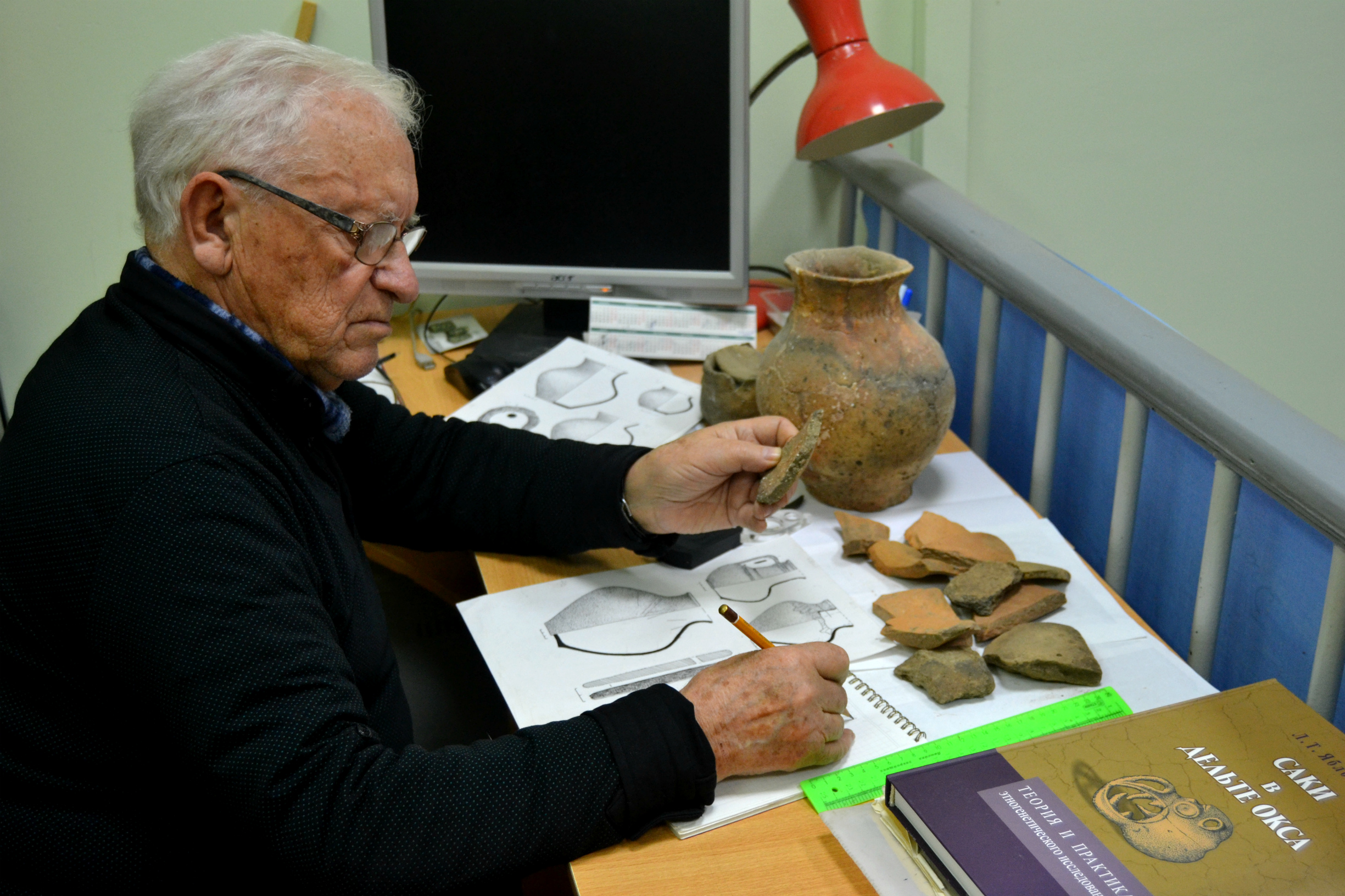
В. И. Мамонтов — первооткрыватель орловских памятников

Культура открыта В. И. Мамонтовым в 1968 году при раскопках стоянки древних людей Орловская в Волгоградской области близ села Орловка, по которому культура получила своё название. Была выделена Александром Ивановичем Юдиным в 1980-е годы. Эталонным памятником является Варфоломеевская многослойная стоянка в Саратовской области. А. И. Юдиным была отмечена сходность материалов и артефактов со стоянкой Орловская, что и послужило объединению их в одну культуру.
За 1987—1990 и 1996 годы на Варфоломеевской стоянке было исследовано более 400 м² культурного слоя. Мощность культурных горизонтов в некоторых местах достигает 220 см. Обнаружено большое количество жилищ. В 2014—2018 годах проводились раскопки стоянки Алгай на правом берегу реки Большой Узень в Саратовской области. Приёмы изготовления керамики на стоянках Алгай и Варфоломеевская близки на всех ступенях гончарной технологии.
В 2014 году совместной экспедицией Автономной некоммерческой организации «Научно-исследовательский центр по охране культурного наследия» г. Саратова и Поволжской государственной социально-гуманитарной академией г. Самары были произведены раскопки поселения Орошаемое (1,5 км к северу от окраины районного центра Александров Гай). Обнаруженные материалы одного из раскопов (керамика с наплывом по внутренней стороне венчика, сегмент, соотношение кремнёвых и кварцитовых изделий и дата радиоуглеродного анализа) были отнесены к орловской неолитической культуре. Произведённые раскопки на стоянке Орошаемое показали наличие материалов неолитической орловской культуры, а также раннеэнеолитической прикаспийской культуры.

## Хозяйство
Основу хозяйства составляли охота на степных копытных животных (куланов, сайг, лошадей, туров) и рыболовство.

## Материальная культура

### Жилища
Жилища представляли собой полуземлянки каркасно-столбовой конструкции с очагами. Стены и крыши обмазывались глиной; полы и стены окрашивались охрой. Очаг располагался в яме, окружённой столбовыми ямками. Яма соединялась канавкой с более глубокой ямой для углей. На поздних этапах развития культуры обнаружены «жертвенники» — уложенные внутри жилища в кучки обработанные зубы и кости лошади и тура, что, наряду с костяными фигурками лошадей, может свидетельствовать о начале одомашнивания лошади.

### Ремесло
Керамические изделия изготовлялись из илистой глины или из ила с применением раковин пресноводных моллюсков. Преобладающая форма посуды — прямостенная и плоскодонная, орнаментирована чаще в верхней части сосудов узорами наколов или прочерков. Среди орудий труда преобладают различные виды скребков; оружия — каменные геометрические микролиты (сегменты, трапеции) и наконечники стрел.
Широко использовалась кость для изготовления орудий труда: для обработки шкур, изготовления керамики, землекопных орудий, для охоты и рыболовства, и создания произведений первобытного искусства — небольших антропоморфных и зооморфных скульптур, плоских подвесок в виде лошадей и др., а также для бытовых украшений и культовых предметов. Найдены украшения из ископаемых раковин. Зубы лошадей с насечками использовались в культовых целях.

### Погребения
Погребения осуществлялись в ямах по типу трупоположения (вытянутые на спине и ничком, скорченные на боку). Захоронения безынвентарные; в верхнем горизонте найдены меловые камни и слой охры у ног, на груди и черепе — остатки украшений.